# مات واتسون (لاعب كرة قاعدة)
مات واتسون (بالإنجليزية: Matt Watson)‏ هو لاعب كرة قاعدة أمريكي، ولد في 5 سبتمبر 1978 في لانكستر في الولايات المتحدة.

## وصلات خارجية
- مات واتسون على موقع دوري كرة القاعدة الرئيسي (الإنجليزية)
- مات واتسون على موقع الدوري الياباني لكرة القاعدة (الإنجليزية)
- مات واتسون على موقع دوري كوريا الجنوبية لكرة القاعدة (الإنجليزية)
- مات واتسون على موقعبيزبول رفرنس.كوم (الدوري الرئيسي) (الإنجليزية)
- مات واتسون على موقعبيزبول رفرنس.كوم (الدوري الثانوي) (الإنجليزية)
- مات واتسون على موقع إي إس بي إن.كوم (أم.أل.بي) (الإنجليزية)
- مات واتسون على موقع مشجعي الرسوم البيانية (الإنجليزية)